# Villaescusa de Ecla

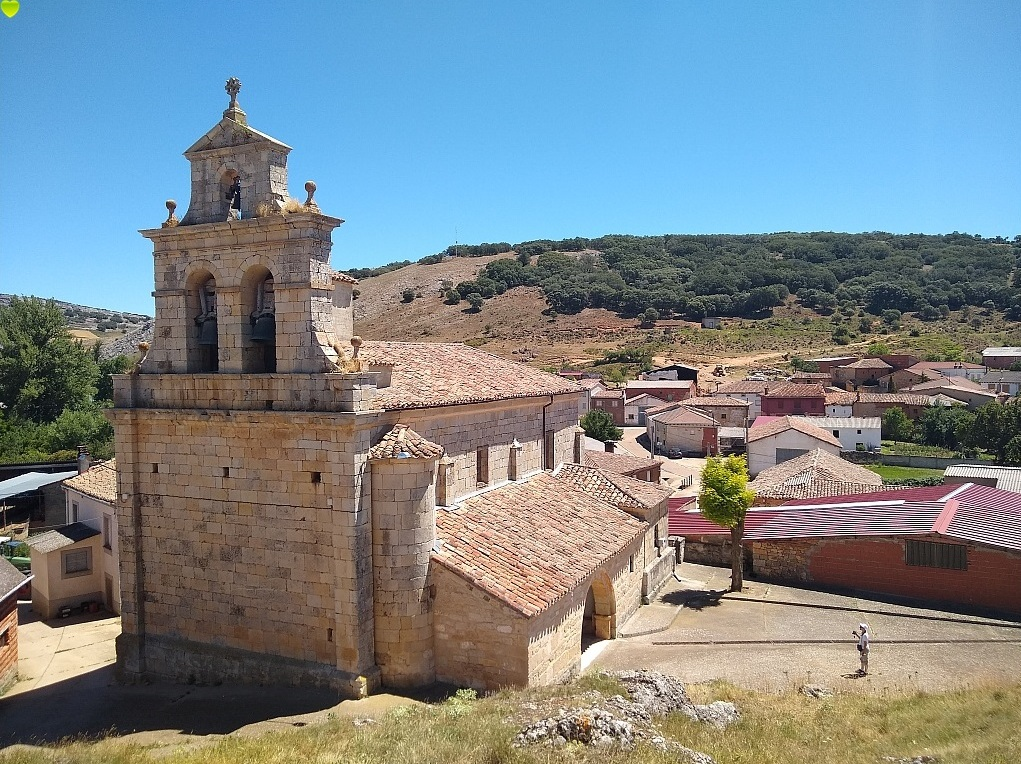
Iglesia de la Santa Cruz

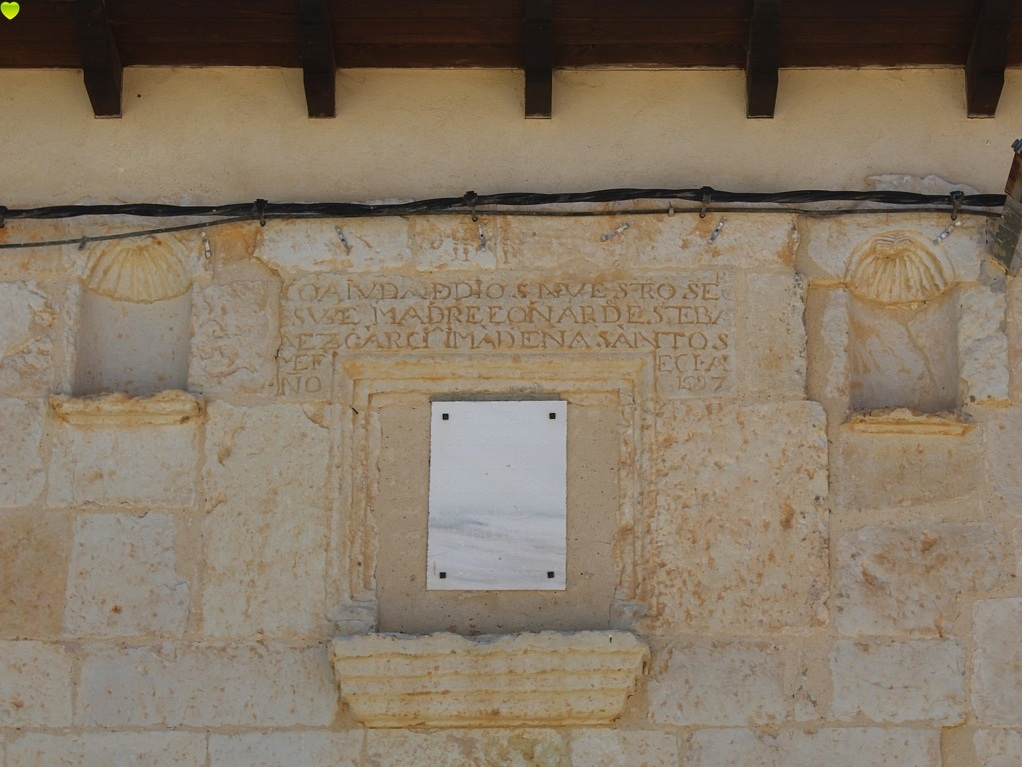

Villaescusa de Ecla es una pedanía del Valle de La Ojeda, en la provincia de Palencia, en la Comunidad Autónoma de Castilla y León, España. Está a una distancia de 12 km de Alar del Rey. también se encuentra cerca Aguilar de Campoo, la cual linda con el valle de La Ojeda.

## Contexto Geográfico
Está situado en el norte de la provincia de Palencia, a unos 12 km de Alar del Rey, en la Ojeda. Al lado del convento de San Andrés de Arroyo.
Carretera de Palencia - Santander (N-611). Pasado Alar del Rey, desvío a la izquierda - carretera de Cervera de Pisuerga (P-223). Pasado Prádanos de Ojeda, continuar por (P-222), pasado San Andrés de Arroyo y Santibáñez de Ecla, desvío a la derecha - carretera de Villaescusa de Ecla (PP-2225)

## División territorial
Villaescusa pertenece al municipio de Santibáñez de Ecla, que está integrado por la localidad del mismo nombre, la de Villaescusa de Ecla y el núcleo de San Andrés de Arroyo, cuya única población está constituida por las religiosas del Monasterio Cisterciense, Bien de Interés Cultural, cuyo elemento arquitectónico más conocido es el claustro románico.

## Datos básicos
- Picos más altos: Peña pico 1.179 m s. n. m.
- Código Postal: 34487
- Villaescusa de Ecla no tiene edificio consistorial, pero tiene alcaldía propia. El concejo es abierto.

## Coordenadas
- Altura Media del municipio: 1009
- Latitud en grados decimales: 42.733
- Longitud en grados decimales: -4.367
- Coordenada X UTM Huso 30: 388119
- Coordenada Y UTM Huso 30: 4732193
- Huso UTM: 30
- Cuadrícula UTM: UN83
- Latitud en grados, min y s: 42, 44, 0
- Longitud en grados, min y s: -4, 22, 0
- Código Ine: 34170
- Hoja del MTN 1:50000 : 133

## Límites
El término de Villaescusa de Ecla limita con Santibáñez de Ecla, San Andrés de Arroyo, Cozuelos de Ojeda, Prádanos de Ojeda, Becerril del Carpio, Lomilla, Olmos de Ojeda.

## Demografía
Evolución de la población en el siglo XXI
| Gráfica de evolución demográfica de Villaescusa de Ecla entre 2000 y 2020 |
|                                                                           |
| Población de derecho (2000-2020) según el padrón municipal del INE        |

## Patrimonio
- La Iglesia de la Santa Cruz.
- 3 puentes antiguos de piedra, probablemente medievales.
- El desfiladero (La Culada del Diablo) y algunas casas.

- Así como la cueva de los moros y los valles, en los cuales hay muchos restos de fósiles de animales y plantas acuáticas, y terrestres.

## Fiestas
Son el 3 de mayo (en honor a la patrona del Pueblo) Santa Elena, aunque se celebran el primer domingo de mayo.
- Antaño se ponían casetas de feria.
- Hoy en día, se celebra la fiesta con una misa en honor a la patrona, y luego se come en familia.
- El día de la fiesta, después de la misa; se procede a la adoración de la Cruz

## Turismo
Algunos acuden a ver la Iglesia de arte Románico.
También van turistas los domingos, para ver tocar las campanas a un niña de 13 años de edad y unos cuantos años de profesión. Aunque esa niña ya tiene 5 años más, pero sigue volteando la campana con tanto entusiasmo, y algunas personas del pueblo le preguntan cual es el truco para hacerlo tan bien.
Interesante visitar la Fuentona, la Culada del Diablo y la Cascada de Cervigada. También son interesantes las rutas por los Valles y la visita a la Cueva de los Moros.

## Tradiciones y Costumbres
La matanza en diciembre o enero, también está el cultivo que dan las huertas y los campos. también por la fiesta de San Isidro Labrador, los habitantes del pueblo realizan una comida en el bar.
también se mantiene la costumbre, de sacar a los santos en su día.
y el día de la fiesta; la procesión va encabezada por el pendón.

## Historia
En su término esta constatada la presencia de al menos dos castros prerromanos (Villaescusa I y II) atribuidos a los Cántabros
Situado en La Ojeda, hay una leyenda que dice que de las canteras de Villaescusa de Ecla se sacaron piedras para construir el Acueducto de Segovia.
También hay historias que cuentan que el diablo moraba estas tierras, en uno de los viajes que daba llevando piedras hasta el acueducto, tropezó y dejó en la piedra marcada sus posaderas y su cara; dicho acontecimiento se encuentra en el desfiladero de (La Culada del Diablo).
También hay indicios que por Villaescusa, pasaba la principal red de transporte de pescado del Cantábrico con la meseta; y también hay indicios de que los Romanos se establecieron en tierras de Villaescusa. testigo de ello son los 3 puentes Romanos que aún existen en Villaescusa, la calzada hoy oculta bajo el nuevo camino de concentración y el desfiladero de El Congosto cuyo camino se abrió excavando la piedra caliza que lo forma. Existieron importantes canteras de las que salió la piedra para muchos de los monumentos históricos de la provincia.
Durante la Edad Media pertenecía a la Merindad menor de Monzón , Meryndat de Monçon
A la caída del Antiguo Régimen la localidad se constituye en municipio constitucional y que en el censo de 1842 contaba con 17 hogares y 88 vecinos, para posteriormente integrarse en Santibáñez de Ecla.

## Videos sobre Villaescusa
- Cosechando en Villaescusa de Ecla
- Villaescusa de Ecla (reportaje 2º)
- Así es Villaescusa de Ecla (la ojeda, Palencia, campo, turismo)
- NORTE DE PALENCIA (ROMANICO PALENTINO) La Ojeda
- Parto de una vaca (villaescusa de Ecla)
- Villaescusa de Ecla (Estaciones del año)